# Tempietto del Lago dei cigni
Il Tempietto del Lago dei cigni, detto anche Tempietto neoclassico del Piermarini, essendo stato progettato dall’architetto Giuseppe Piermarini, è un belvedere neoclassico di origini tardo-settecentesche che si specchia nel laghetto dei Giardini Reali di Monza.

## Storia

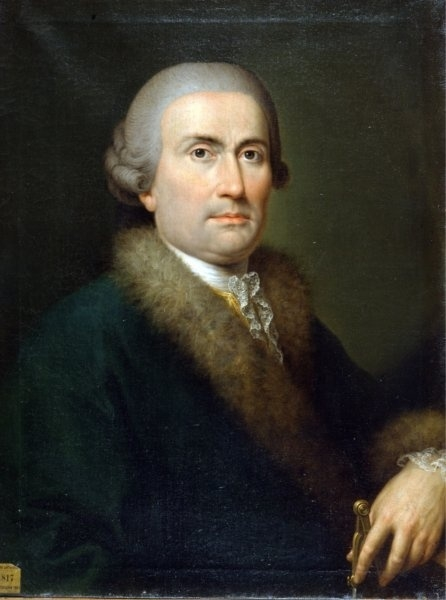
Giuseppe Piermarini, l'architetto del Tempietto, ritratto realizzato da Martin Knoller nella seconda metà del '700, esposto al Museo teatrale alla Scala di Milano

Il Tempietto del Lago dei cigni risale ai progetti dell’architetto Giuseppe Piermarini, che tra il 1778 e il 1783 ha disegnato elemento di rilievo dei giardini confermando l’ispirazione neoclassica e i riferimenti allo stile paesaggistico all’inglese.

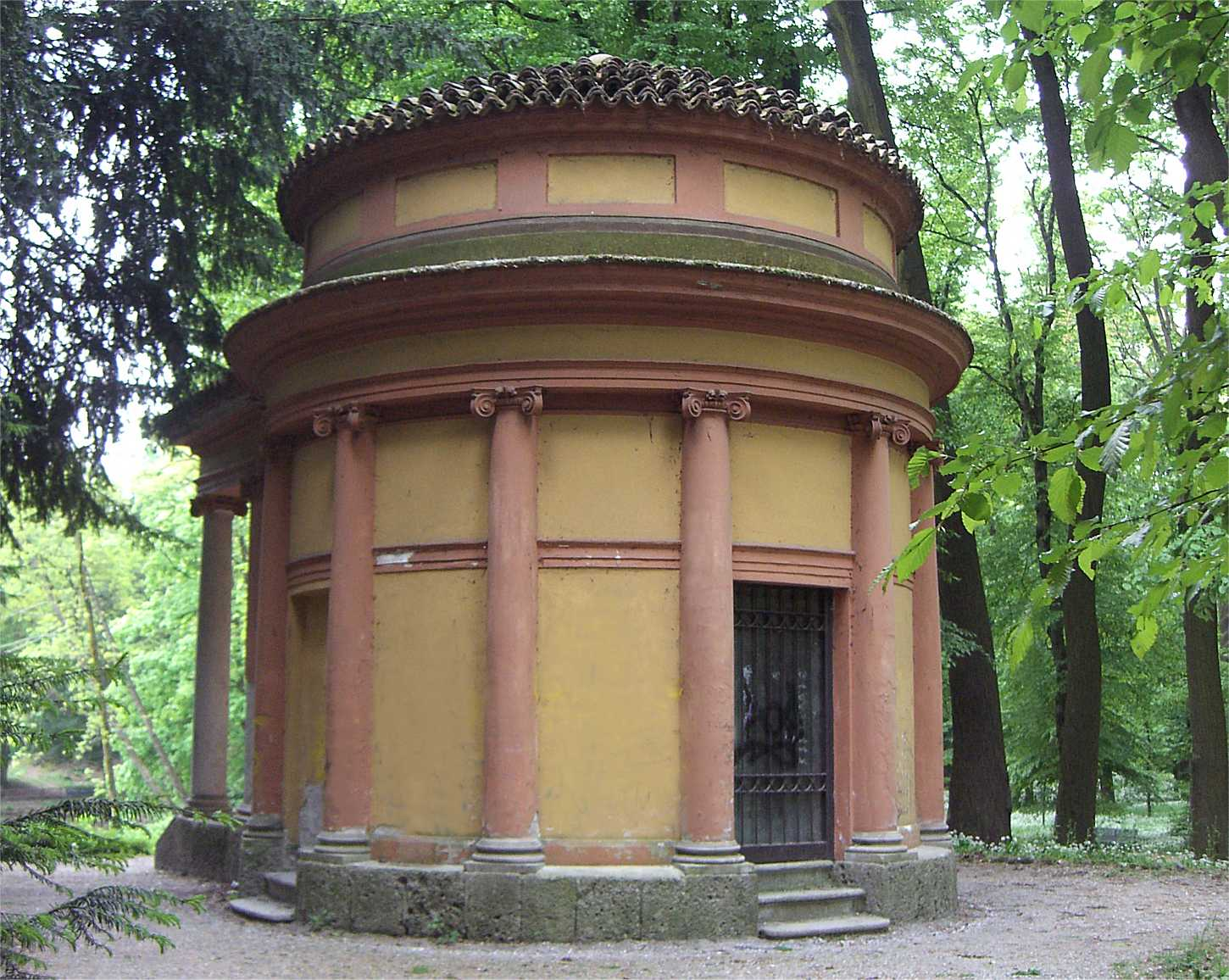
Il lato posteriore del Tempietto rispetto al Laghetto dei cigni su cui prospetta la facciata neoclassica

Di forma circolare e con pronao rettangolare, il piccolo edificio costituisce un ideale luogo di sosta grazie alla sua posizione rialzata sulla collinetta, tra le fronde di alberi ed arbusti. La sua pittoresca immagine, che si riflette sulle ferme acque del Laghetto, costituisce il fulcro di uno dei quadri di paesaggio più apprezzati e ritratti dei Giardini Reali.

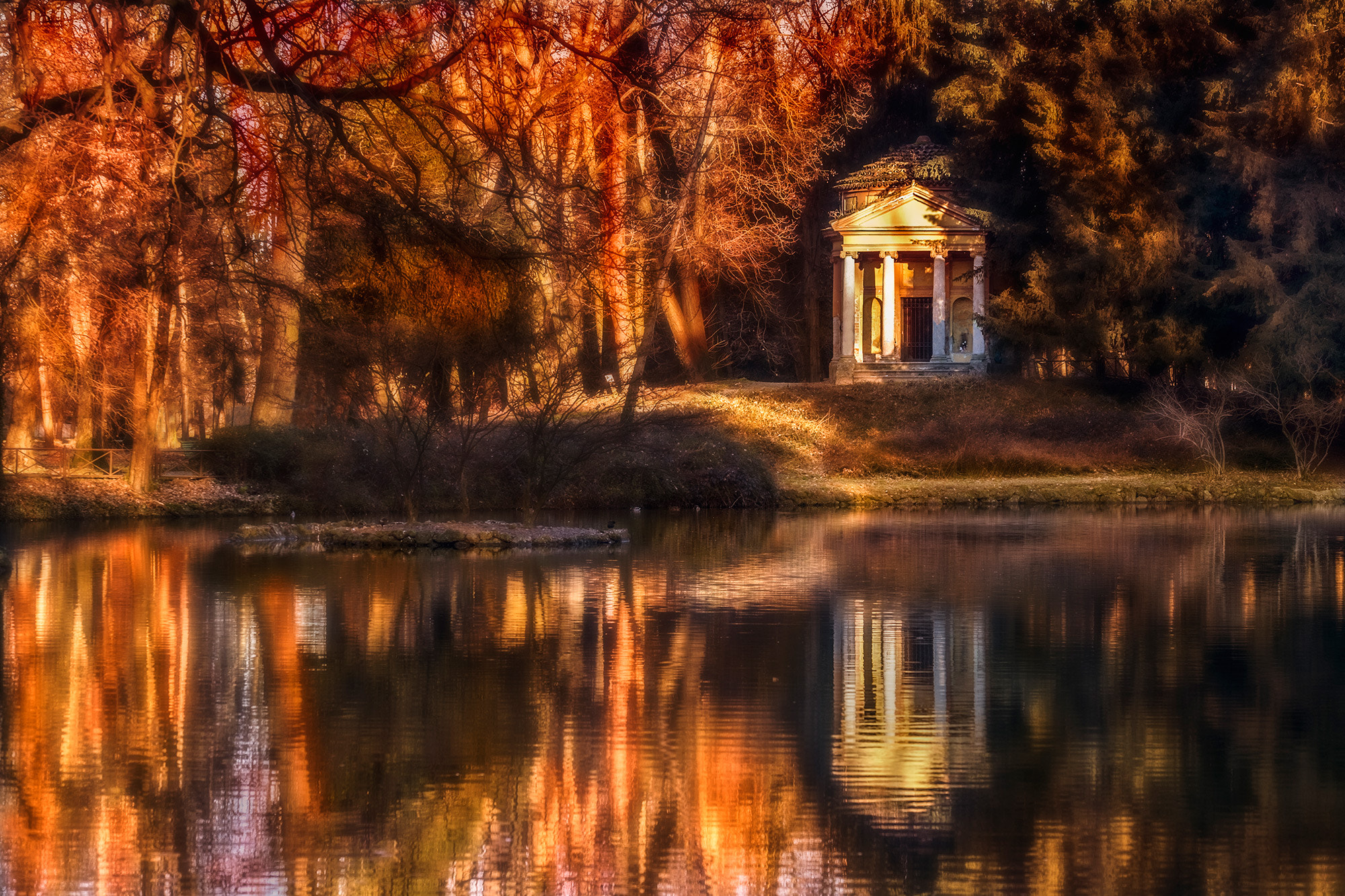
Il Tempietto visto dal Laghetto

La sistemazione piermariniana è infatti documentata fin dagli inizi del XIX secolo da molte fonti iconografiche, incisioni e descrizioni, tra cui si ricordano i celebri dipinti di Martino Knoller, ritraenti la cascata con laghetto e la Grotta con Ninfeo, o le incisioni tratte dai disegni di Gaetano Riboldi, pubblicate nel 1801 nel trattato di Ercole Silva, Dell’arte de’ Giardini Inglesi, con una veduta sul lago e il tempietto classicheggiante sullo sfondo (Tav. XXXV). In effetti il conte Silva dovette fornire più di uno spunto al Piermarini perché ancor prima di pubblicare la sua opera aveva condiviso con Ferdinando d’Asburgo parte del viaggio intrapreso tra il 1783 e il 1786 attraverso Francia, Svizzera, Paesi Bassi, Inghilterra e Germania per visitare i giardini del “nuovo stile”, al fine di importarne la moda in Italia. Tra le numerose testimonianze dell’entusiasmo suscitato dal giardino paesaggistico, non meno affascinanti sono le incisioni di Federico Lose, pubblicate nella Promenade dans le Parc I.R. et les Jardins de Monza a corredo dell’almanacco per l’anno 1827, o le vedute realizzate da Carlo Sanquirico, entrambe in grado di restituire la bellezza di un luogo in cui il tempo ha apparentemente cessato di scorrere.

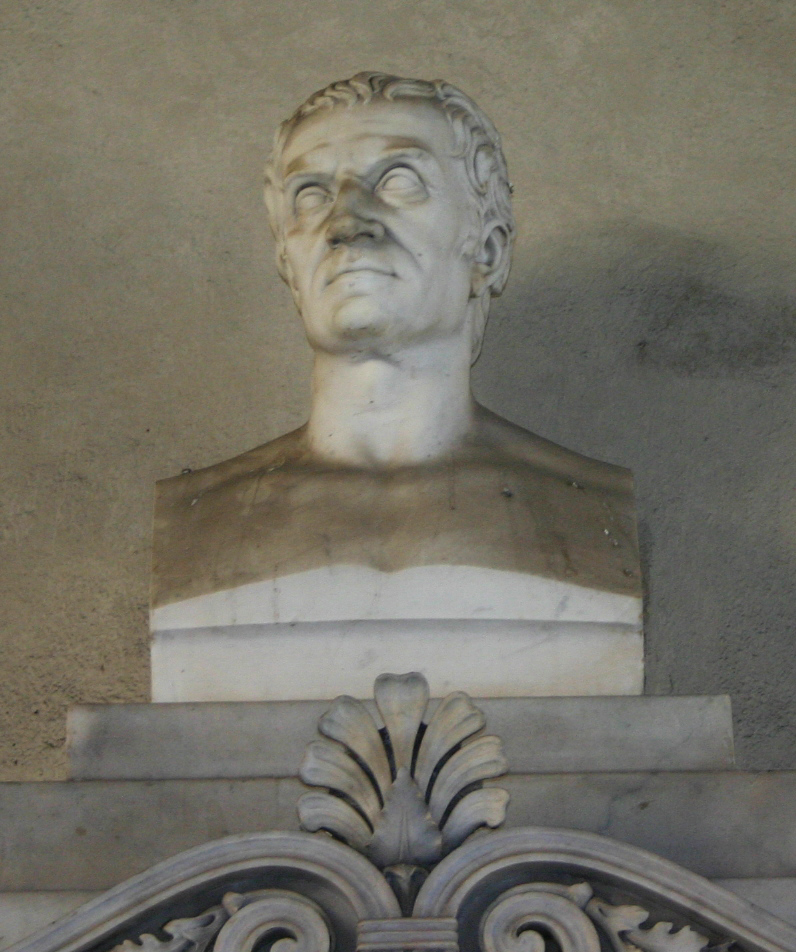
Busto di Luigi Canonica al Palazzo di Brera, Milano

Successivamente anche l’architetto Luigi Canonica si interessò al manufatto, e in occasione dei lavori di completamento dei Giardini Reali si impegnò a ripristinare l’originale copertura in rame del tempietto.
Dopo vari interventi conservativi, gli ultimi dei quali hanno comportato il ripristino del colore parietale ottocentesco, il tempietto attraversa oggi un periodo di evidente degrado, ma, di recente, il Consorzio Villa Reale e Parco di Monza ha avviato le procedure per il suo recupero conservativo.Il restauro è stato completato.

## Descrizione

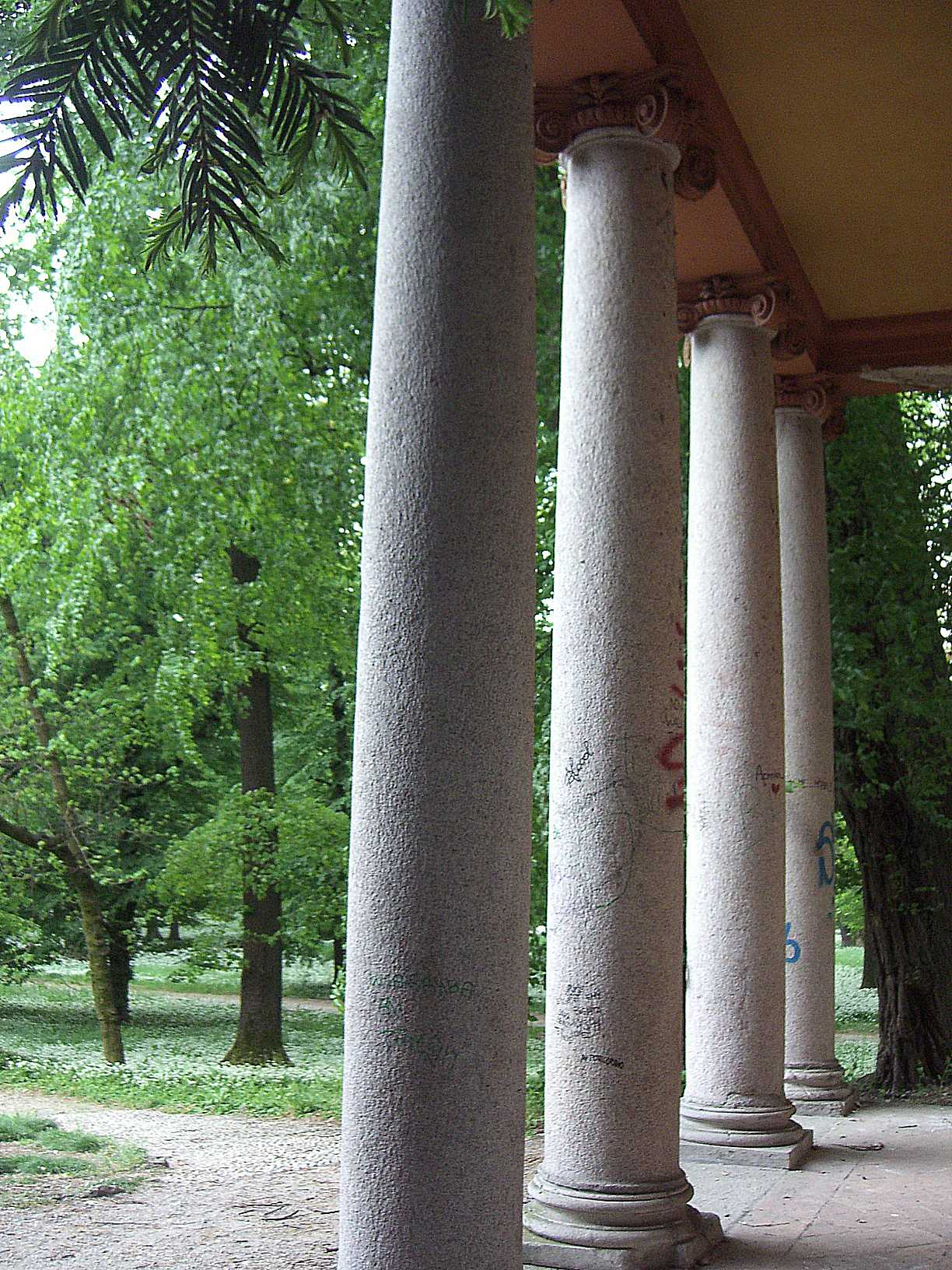
Il pronao del Tempietto dorico

Di forma circolare e con pronao rettangolare, il piccolo edificio costituisce un ideale luogo di sosta grazie alla sua posizione rialzata sulla collinetta. La sua pittoresca immagine costituisce il fulcro di uno dei quadri paesaggio più apprezzati e ritratti dei giardini.